# Błękitny lód
Błękitny lód – amerykańsko-brytyjski thriller filmowy z 1992 roku.

## Opis fabuły
Harry Anders – były agent brytyjskiego wywiadu, który został dyscyplinarnie zwolniony ze służby – obecnie jest właścicielem klubu jazzowego. Poznaje Stacy Mansdorf, żonę amerykańskiego ambasadora, która prosi go o pomoc w odnalezieniu dawnego ukochanego. Odkrywa też, że jego dawni koledzy z wywiadu giną w niewyjaśnionych okolicznościach.

## Obsada
- Michael Caine – Harry Anders
- Sean Young – Stacy Mansdorf
- Ian Holm – Sir Hector
- Bobby Short – Buddy
- Alun Armstrong – Osgood
- Sam Kelly – George
- Jack Shepherd – Stevens
- Philip Davis – Westy

i inni